# Aeonium simsii
Aeonium simsii là một loài thực vật có hoa trong họ Crassulaceae. Loài này được (Sweet) Stearn miêu tả khoa học đầu tiên năm 1951.